# 東実
東 実（あずま みのる、1934年7月17日 - ）は、和歌山県海南市出身の元プロ野球選手（投手）。

## 来歴・人物
海南高校ではエースとして1952年春の選抜に出場。2回戦（初戦）で鹿児島商に引き分け再試合の末に敗退。同年春季近畿大会でも決勝に進むが育英高に敗退。夏の甲子園県予選は準決勝で向陽高に敗れる。チームメートに右翼手の筒井真次（南海－高橋－大映）がいた。
卒業後は立教大学に進学。東京六大学野球リーグでは1953年春季リーグで優勝を経験するが、その後は明大、早大に抑えられ、1955年秋季リーグから3季連続2位にとどまる。1955年春季リーグでは東大からノーヒットノーランを達成した。リーグ通算55試合登板、20勝11敗10完封、防御率1.34、144奪三振。大学同期に矢頭高雄・堀本律雄、1年下に長嶋茂雄・本屋敷錦吾・杉浦忠らがいる。
卒業に当たって、南海と大洋から勧誘を受ける。東の実家が和歌山県海南市で南海電鉄（和歌山軌道線）の沿線だったこともあり、東と家族は南海に好意的であった。一方で、立教大学監督の辻猛は大洋への入団を勧めていた。南海監督の鶴岡一人が東の意志を確認した上で、辻に対して南海入団を了承してもらえるよう頼みに行ったが、喧嘩別れのようになってしまい、暗黙の内に南海入りが決まったという。
1957年は開幕2試合目の3月31日の近鉄とのダブルヘッダーの第1試合で同期入団の木村保が勝利を挙げると、東は第2試合に先発で起用されるが4回途中で連打を浴び無失点ながら降板。シーズンでは31試合に登板するが1勝（4敗）に留まる。その後は登板機会が減少、在籍5年でわずか2勝に終わり、1961年限りで引退した。

## 選手としての特徴
低目に入るカーブに見るべきものがあったが、球威・コントロールともに今ひとつで、プロ野球では通用しなかった。また、同期入団の木村保がいきなり活躍したことが、精神的に焦る原因になったとも評されている。

## 詳細情報

### 年度別投手成績
| 年 度     | 球 団     | 登 板 | 先 発 | 完 投 | 完 封 | 無 四 球 | 勝 利 | 敗 戦 | セ 丨 ブ | ホ 丨 ル ド | 勝 率 | 打 者 | 投 球 回 | 被 安 打 | 被 本 塁 打 | 与 四 球 | 敬 遠 | 与 死 球 | 奪 三 振 | 暴 投 | ボ 丨 ク | 失 点 | 自 責 点 | 防 御 率 | W H I P |
| --------- | --------- | ----- | ----- | ----- | ----- | -------- | ----- | ----- | -------- | ----------- | ----- | ----- | -------- | -------- | ----------- | -------- | ----- | -------- | -------- | ----- | -------- | ----- | -------- | -------- | ------- |
| 1957      | 南海      | 31    | 6     | 0     | 0     | 0        | 1     | 4     | --       | --          | .200  | 301   | 72.0     | 68       | 8           | 27       | 0     | 2        | 50       | 0     | 0        | 30    | 26       | 3.25     | 1.32    |
| 1958      | 南海      | 10    | 2     | 0     | 0     | 0        | 1     | 1     | --       | --          | .500  | 113   | 25.1     | 28       | 3           | 10       | 0     | 0        | 16       | 1     | 0        | 12    | 12       | 4.26     | 1.50    |
| 1959      | 南海      | 4     | 1     | 0     | 0     | 0        | 0     | 1     | --       | --          | .000  | 42    | 9.1      | 8        | 1           | 4        | 0     | 1        | 5        | 0     | 0        | 5     | 4        | 3.86     | 1.29    |
| 1960      | 南海      | 3     | 0     | 0     | 0     | 0        | 0     | 0     | --       | --          | ----  | 15    | 3.1      | 3        | 0           | 1        | 0     | 0        | 2        | 0     | 0        | 2     | 0        | 0.00     | 0.92    |
| 通算：4年 | 通算：4年 | 48    | 9     | 0     | 0     | 0        | 2     | 6     | --       | --          | .250  | 471   | 110.0    | 107      | 12          | 42       | 0     | 3        | 73       | 1     | 0        | 49    | 42       | 3.44     | 1.36    |

### 記録
- 初登板・初先発登板：1957年3月31日、対近鉄パールス3回戦（大阪スタヂアム）、3回1/3無失点で勝敗つかず
- 初勝利・初先発勝利：1957年6月10日、対東映フライヤーズ8回戦（大阪スタヂアム）、6回0/3を3失点

### 背番号
- 18 （1957年 - 1959年）
- 10 （1960年 - 1961年）